# ماتریا فدور
ماتریا فدور (انگلیسی: Matreya Fedor؛ زادهٔ ۱۱ مارس ۱۹۹۷) بازیگر اهل کانادا است. 
از فیلم‌هایی که وی در آن نقش داشته‌است، می‌توان به خزیدن، نظریه آشوب و مجموعه سوپرنچرال اشاره نمود.